# ريك لوبيز
ريك لوبيز (بالإنجليزية: Rik Lopez)‏ هو لاعب كرة قدم بريطاني في مركز الدفاع، ولد في 25 ديسمبر 1979 في متنزه نورثويك في المملكة المتحدة. لعب مع نادي أرسنال ونادي بريستول روفيرز.

## وصلات خارجية
- ريك لوبيز على موقع قاعدة بيانات كرة القدم.إي يو (الإنجليزية)
- ريك لوبيز على موقع Soccerbase.com (لاعب) (الإنجليزية)